# Dalbergia glaucocarpa
Espèce
Statut de conservation UICN

 VU  : Vulnérable
Dalbergia glaucocarpa est une espèce de plantes à fleurs de la famille des Fabaceae.

## Publication originale
- Bulletin du Muséum National d'Histoire Naturelle, Section B, Adansonia. sér. 4, Botanique Phytochimie 18: 182–183, f. 4(I–R), map. 1996.